# Défaut cristallin

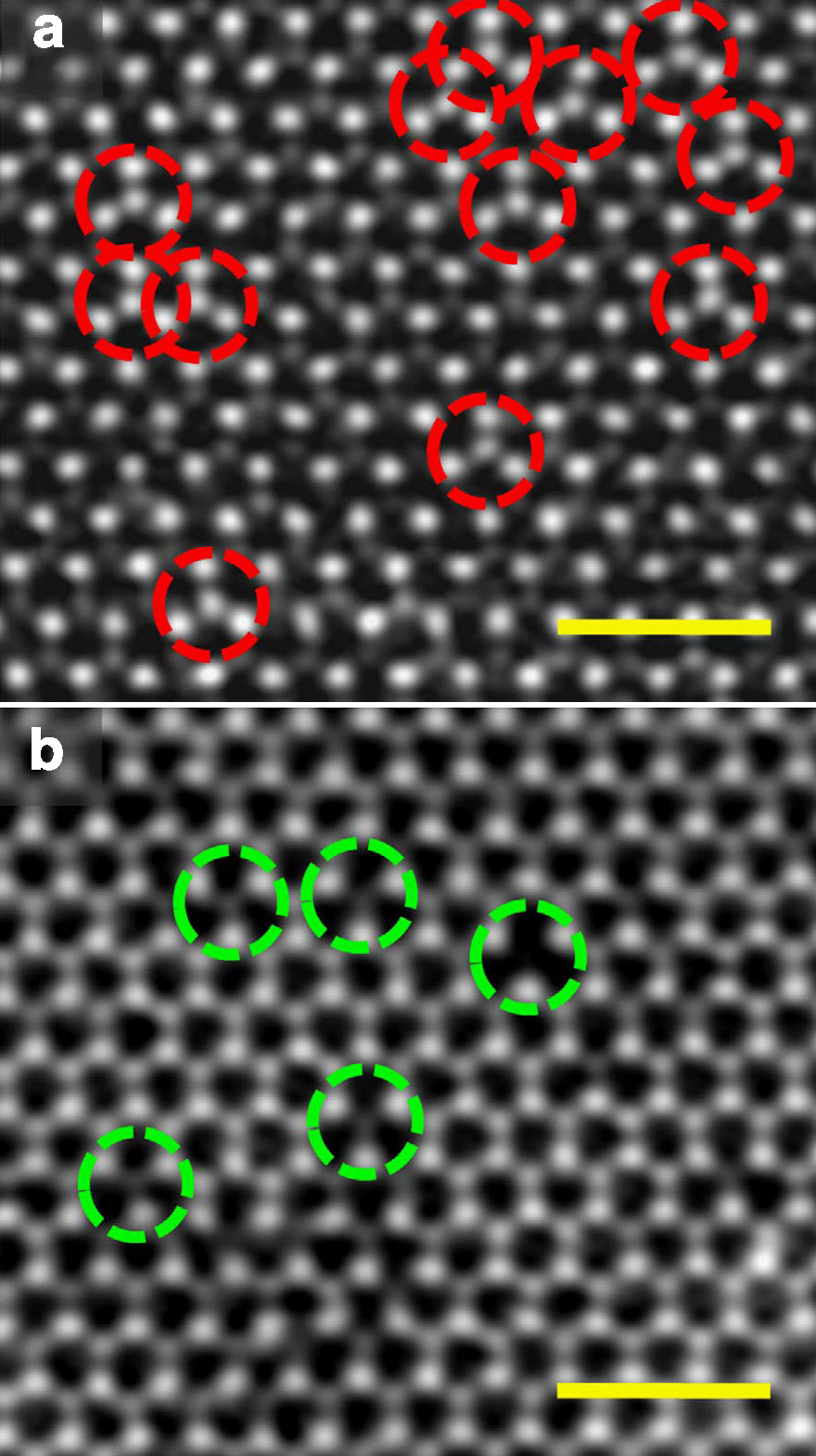
Défauts ponctuels vus au MET (a, atome de S substitué par Mo) et lacunes (b, atomes de S manquants). Echelle barre : 1 nm.

Un défaut cristallin est une interruption de la périodicité d'un cristal. La périodicité d'un cristal représente la répétition régulière des positions atomiques dans les trois directions de l'espace. Les motifs réguliers sont interrompus par des défauts cristallographiques. Il peut s'agir de défauts ponctuels (dimension 0), linéaires (dimension 1), planaires (dimension 2) ou volumiques (dimension 3).

## Introduction
Le cristal parfait est un modèle idéal, dans lequel les espèces le constituant (molécules, ions, atomes) possèdent un ordre à courte et longue portée. Cela signifie que dans le cristal parfait, les espèces sont empilées de manière régulière et infinie. La plus petite entité qui décrit l'empilement du cristal et qui se répète dans le volume entier est appelée une maille.
En vérité, la répétition à l'infini de cette maille élémentaire n'existe pas et tout cristal présente des défauts de dimension différente. Le premier étant la surface extérieure de ce cristal. En effet, la surface du cristal présente l'arrêt, dans l'espace, de la succession des atomes.
Parmi les cristaux rencontrés quotidiennement : le sel (NaCl), le sucre (C12H22011), les flocons de neige.
L'utilisation du terme "défaut" peut paraitre péjorative, mais en réalité, c'est l'existence de ces défauts dans les cristaux qui les rendent intéressants et qui leur donnent leurs propriétés optique, électrique ou mécanique.
- Propriétés optiques : le cristal de corindon, initialement transparent, prend une couleur rouge avec des impuretés de chrome et devient du rubis. Ce sont les impuretés qui ont donné sa valeur au cristal[2].

- Propriétés électriques : le dopage du silicium par du phosphore permet d'obtenir un semi-conducteur et donc lui donne des propriétés électriques remarquables[2].

- Propriétés mécaniques : c'est la présence de défauts linéaires qui permet la déformation plastique d'un matériau[2].

## Différents types de défauts cristallins
Les défauts cristallins sont répartis en différents types. On distingue quatre types de défauts :
- les défauts ponctuels, de dimension 0 : lacunes, atomes interstitiels (auto- ou hétéro-interstitiels), ils concernent un nœud unique et ne perturbent que les quelques nœuds voisins ;
- les défauts linéaires, de dimension 1 : dislocations (coin ou vis), il ne concernent que les nœuds situés sur une courbe et ne perturbent que quelques nœuds voisins ;
- les défauts planaires, de dimension 2 : joints de grains, défaut d'empilement, paroi d'antiphase, macles;
- les défauts volumiques, de dimension 3 : pores, précipités, surface.

## Défauts ponctuels

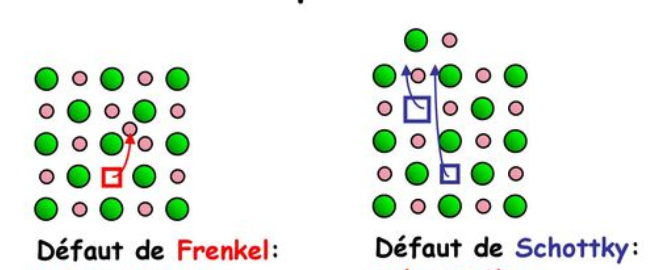
Défaut de Frenkel et de Schottky

Les défauts ponctuels sont des défauts dans l'organisation des cristaux qui ne concernent que des nœuds isolés du réseau cristallin. Les défauts plus importants dans une structure ordonnée sont généralement considérés comme des boucles de dislocation. Pour des raisons historiques, de nombreux défauts ponctuels, en particulier dans les cristaux ioniques, sont appelés centres : par exemple, une lacune dans de nombreux solides ioniques est appelée centre de luminescence, centre de couleur ou centre F. Ces dislocations permettent le transport ionique à travers des cristaux conduisant à des réactions électrochimiques. Ceux-ci sont fréquemment spécifiés en utilisant la notation Kröger-Vink 

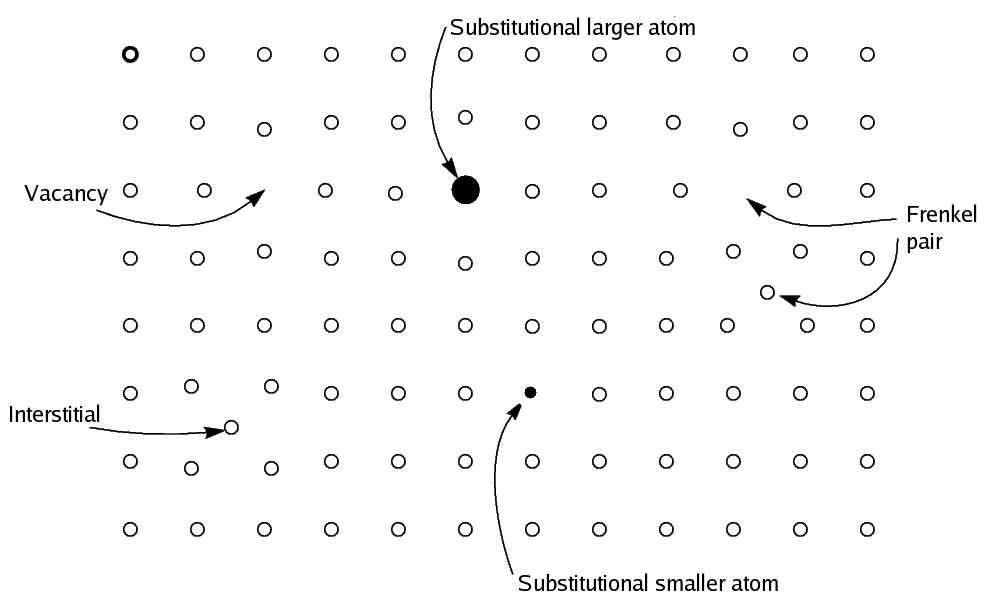
types de défauts

.

### Lacune

Lacune

Une lacune est le défaut cristallin le plus simple. C'est un site du réseau ne contenant aucun motif, aucun atome. Il résulte de l'absence d'une unité cristalline (un atome) dans la maille du réseau. L'existence des lacunes a été prédite en 1926 par Frenkel . Il existe deux mécanismes de formation de lacunes lorsque l'atome quitte un nœud du réseau. Dans le premier cas, l'atome se déplace vers la surface/l'extérieur du matériau, ce type de défaut est nommé « défaut de Schottky. »

### Interstitiels
Les défauts interstitiels sont des atomes positionnés dans les espaces vides du réseau cristallin. Si l'atome en insertion est de même nature que les atomes constituant les réseaux, on parle alors de défaut auto-interstitiel.

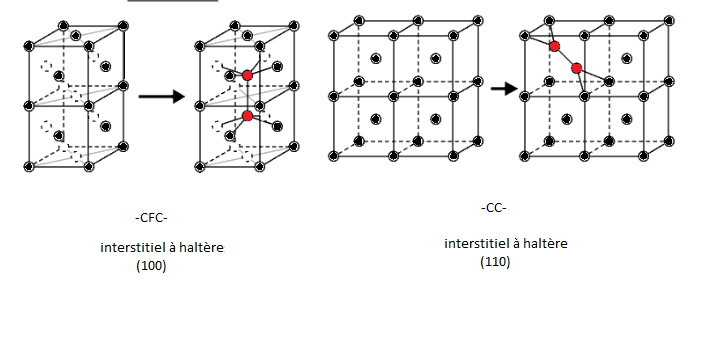
interstitiels à haltères : (100) et (110)

La plupart des auto-interstitiels dans les métaux ayant une structure connue ont une structure 'partagée', dans laquelle deux atomes partagent le même site de réseau, le centre de masse des deux atomes est généralement au site du réseau, et ils sont déplacés symétriquement de celui-ci dans une direction principale du réseau. Par exemple, dans plusieurs métaux cubiques à faces centrées (cfc), comme le cuivre, le nickel et le platine, la structure de l'état fondamental de l'auto-interstitiel est la structure interstitielle partagée [100], où deux atomes sont déplacés dans une direction positive et négative [100] par rapport au site du réseau. Dans le fer cubique centré (cc), la structure interstitielle de l'état fondamental est également une structure interstitielle partagée [110]. Ces interstitiels partagés sont souvent appelés interstitiels à haltères, parce que la représentation graphique des deux atomes formant l'interstitiel avec deux grandes sphères et une ligne épaisse les reliant fait que la structure ressemble à un dispositif d'haltères.
- l'association d'une espèce cristalline interstitielle et de la lacune associée est un défaut de Frenkel , Ce dernier apparait dans les solides ioniques (par exemple : ZnS, AgBr, AgCl), l'ion qui a le plus petit diamètre va occuper une position interstitielle, et c'est souvent le cation qui se déplace vu qu'il a un rayon plus petit. Le défaut de Frenkel ne contribue a aucun changement dans la densité du cristal ni dans son poids, il implique juste une migration des ions dans le cristal.
- défauts topologiques ce sont des régions dans le cristal dans lesquelles l'environnement de la liaison chimique est différent de l'environnement normal dans le cristal ,par exemple la mono-feuille de graphite dans son état parfait est un cycle a six atomes mais il peut avoir des cycles a sept et d'autres a cinq tout en gardant le même nombre totale d'atomes, ce qui fait un changement a la topographie de ces mono-feuilles[8].

### Défauts extrinsèques: insertion ou substitution
Les cristaux ne sont pas purs, il existe toujours des impuretés qui sont considérées comme des défauts.
Si un atome est de nature différente à celle des atomes constituant le réseau, il s'agit d'un défaut extrinsèque.
Ainsi les impuretés peuvent s'insérer de deux manières, interstitiel ou substitutionnel. Cela dépend du rayon atomique et des propriétés chimiques de l'atome. En général, une impureté en insertion interstitielle sera un atome plus petit (environ 45 % la taille de l'atome formant le réseau).
Dans le cas d'impuretés substitutionnelles, l'atome étranger est de la même taille que les atomes constituant le réseau (rayon atomique proche à environ 15 %), il peut ainsi les remplacer sur un site du réseau. Pour que ce phénomène se produise, les impuretés doivent être chimiquement équivalentes à l'élément qui constitue l'ensemble du cristal.

## Défauts linéaires
Les défauts linéaires sont appelés des dislocations. Ce sont des défauts de dimension 1, c'est-à-dire que la largeur des défauts est très petite devant les dimensions du cristal.
Le principal type de défaut 1D est la dislocation. La théorie décrivant les champs élastiques des défauts linéaires a été développée à l'origine par Vito Volterra en 1907 , mais le terme "dislocation" pour désigner un défaut à l'échelle atomique a été inventé par G. I. Taylor en 1934 . Une dislocation est un défaut linéaire correspondant à une discontinuité dans l'organisation de la structure cristalline. Il existe trois types de dislocations : les dislocations coin, les dislocations vis et les dislocations mixtes ,

Dislocation coin vue en bout et cœur de la dislocation (cerclée).

Les dislocations coin peuvent être considérées comme un demi-plan atomique supplémentaire inséré dans une structure parfaite. Lorsqu'une force suffisante est appliquée d'un côté de la structure cristalline, ce plan supplémentaire traverse des plans d'atomes qui se séparent puis se réunissent ensuite jusqu'à ce qu'il atteigne la limite des grains. La dislocation a deux propriétés, une direction de ligne, qui est la direction correspondant au bord du demi-plan supplémentaire, et le vecteur de Burgers qui décrit l'amplitude et la direction de la distorsion du réseau. Dans une dislocation coin, le vecteur de Burgers est perpendiculaire à la direction de la ligne.
Les contraintes causées par une dislocation coin sont complexes en raison de son asymétrie inhérente. Ces contraintes sont décrites par trois équations, :
{\displaystyle \sigma _{xx}={\frac {-\mu b}{2\pi (1-\nu )}}{\frac {y(3x^{2}+y^{2})}{(x^{2}+y^{2})^{2}}}}
{\displaystyle \sigma _{yy}={\frac {\mu b}{2\pi (1-\nu )}}{\frac {y(x^{2}-y^{2})}{(x^{2}+y^{2})^{2}}}}
{\displaystyle \tau _{xy}={\frac {\mu b}{2\pi (1-\nu )}}{\frac {x(x^{2}-y^{2})}{(x^{2}+y^{2})^{2}}}}
où μ est le module de cisaillement du matériau, b est le vecteur de Burgers, ν est le coefficient de Poisson et x et y sont les coordonnées.

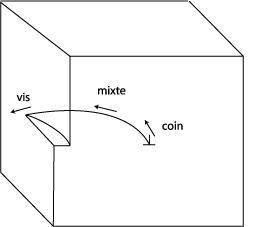

Une dislocation vis est beaucoup plus difficile à visualiser. Imaginons que l'on coupe un cristal le long d'un plan et que l'on fasse glisser une moitié sur l'autre selon un vecteur du réseau, les deux parties s'emboîtant ensuite sans laisser de défaut. Si la coupe ne traverse que partiellement le cristal, puis glisse, la limite de la coupe est une dislocation vis. Cela donne une structure dans laquelle une trajectoire en hélice est tracée autour du défaut linéaire (ligne de dislocation) par les plans atomiques du réseau cristallin. Une représentation imagée de ce type de dislocation pourrait être un jambon tranché selon une spirale. Dans les dislocations vis pures, le vecteur de Burgers est parallèle à la direction de la ligne.
Malgré la difficulté de visualisation, les contraintes créées par une dislocation vis sont moins complexes que celles dues à une dislocation coin. L'expression de ces contraintes nécessite seulement une équation, la symétrie permettant d'utiliser une seule coordonnée radiale, :
{\displaystyle \tau _{r}={\frac {-\mu b}{2\pi r}}}
où μ est le module de cisaillement du matériau, b est le vecteur de Burgers et r est une coordonnée radiale.
Cette équation représente un long cylindre de contrainte émanant du centre du cylindre et décroissant avec la distance. Il faut noter que ce modèle simple conduit à une valeur infinie pour le cœur de la dislocation à r=0 et qu'il n'est donc valide que pour les contraintes en dehors du cœur de la dislocation. Si le vecteur de Burgers est très grand, le cœur peut en réalité être vide, formant un micropipe, comme on l'observe couramment dans le carbure de silicium.
Une déformation se produit lorsqu'une dislocation se déplace à travers le cristal. C'est la présence de dislocations qui conduit à la malléabilité caractéristique des matériaux métalliques.

## Défauts planaires
Les défauts planaires sont des défauts à deux dimensions.
On distingue principalement les joints de grains, les défauts d'empilement, les plans d'antiphase et les macles.

### Joints de grains
La majorité des matériaux sont polycristallins, cela signifie qu'ils sont composés de nombreux cristaux individuels microscopiques, appelés grains. L'orientation de ces grains les uns par rapport aux autres est aléatoire.

Représentation atomique d'un joint de grain

Dans un matériau homogène, deux cristaux voisins ont le même réseau cristallin avec une orientation différente. La frontière entre les cristaux est appelée « joint de grain ». On le voit ici représenté en vert, c'est le plan de contact entre le cristal orange et le cristal bleu. Le joint de grain est un plan dans lequel les atomes restent organisés, mais font en sorte de s'adapter à la désorientation. L'épaisseur de cette paroi est très petite devant les dimensions du cristal et les paramètres de maille. En général, ce défaut apparait lors de la croissance de deux cristaux qui se rencontrent pour n'en former qu'un. On appelle ce phénomène la coalescence.
Le mouvement d'une déformation à travers un solide a tendance à s'arrêter aux joints de grains. Par conséquent, le contrôle de la taille des grains dans les solides est nécessaire pour obtenir les propriétés mécaniques souhaitées. Les matériaux à grains fins sont généralement beaucoup plus résistants que ceux à grains grossiers.

### Défaut d'empilement
Les défauts d'empilement sont très répandus dans l'ensemble des cristaux. Si un cristal est composé des plans d'atomes A, B et C avec une séquence d'enchainement ABCABCABC, ce défaut correspond à une anomalie dans l'alternance des plans (plan supplémentaire ou plan manquant). Le défaut d'empilement peut représenter par exemple l'enchainement ABCABCACAB, en effet, ici le plan B est manquant.

### Plan d'antiphase
On retrouve généralement ces défauts dans les alliages ordonnés. Il n'y a pas de changement de direction cristallographique, mais l'enchainement des plans atomiques va changer,et de chaque de ce plan, les phases seront opposées.
Par exemple, dans un alliage de structure hexagonale compacte, l'enchainement des plans atomiques est ABABABAB ; avec un plan d'antiphase, on a l'enchainement ABABBABA.

### Macle

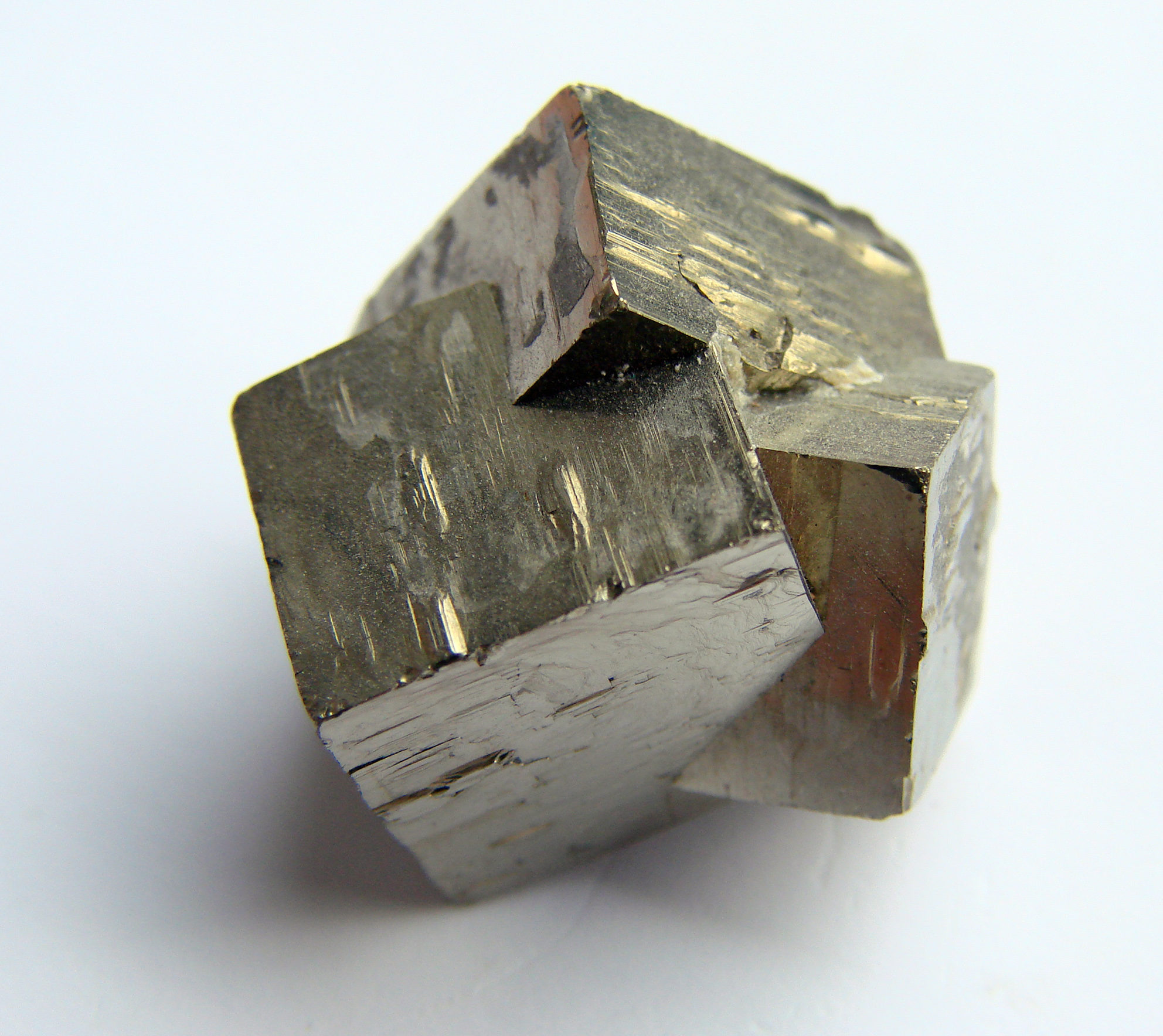
Macle par pénétration (pyrite).

Les macles sont un groupement de deux ou plusieurs cristaux identiques, dont l'orientation des uns par rapport aux autres provient d'une opération de symétrie.
Il existe différents types de macles :
- macle par réflexion
- macle par inversion
- macle par rotation

## Défauts volumiques
- Une surface bien qu'elle soit en deux dimension, est un défaut volumique. En effet, il correspond à une interruption (en trois dimensions) du réseau périodique du cristal.

- Les pores sont des «bulles» dans la matière. Cela peut être des cavités de vide, obtenues par condensation de lacunes. En effet, si le cristal contient de nombreuses lacunes, celles-ci diffusent et se regroupent pour former une cavité vide. Les pores peuvent aussi contenir du gaz mais sous faible pression.

- Un précipité est une phase hétérogène et minoritaire différente de celle de l'ensemble du cristal. Ceux-ci sont formés par l'inclusion d'une phase (cristalline) dans une autre. Ils se créent en général dans un mélange de deux éléments ou plus par un processus de diffusion. Sa formation se déroule en trois étapes principales : germination, croissance et coalescence[17].

## Notation de Kröger-Vink
La notation de Kröger-Vink permet de représenter les défauts ponctuels d'une espèce chimique.
Une lacune est représentée par: Vab , avec : 
- V, pour vacancy qui signifie lacune.

- a, l'atome manquant au niveau de la lacune.
- b = × ou ' ou •. Cela dépend de la différence de charges entre la lacune  et l'atome manquant.

Si la différence est nulle, on utilise   × ; si elle est positive,• ; et si elle est négative, '.
Par exemple, dans le cristal NaCl, l'équation de réaction avec un défaut de Schottky s'écrit :  ∅ → VNa′ + VCl•.
Un atome en interstitiel est représenté Aib , avec :
- A, le nom de l'atome
- i, pour signifier qu'il est en position interstitiel
- b = × ou ' ou •.

On prend le même cristal NaCl, l'équation de réaction avec un défaut de Frenckel s'écrit : NaNa× → Nai• + VNa′

## Méthodes de caractérisation

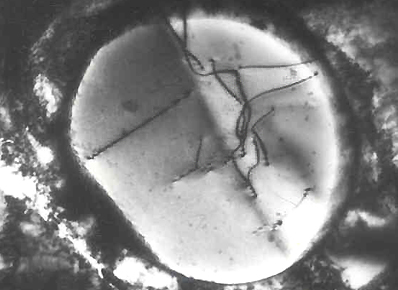
Image de dislocations par Microscopie électronique en transmission

Les méthodes actuelles permettent principalement de caractériser des défauts ponctuels. Les défauts étant des perturbations locales, les méthodes de caractérisation sont des techniques locales.
Les principales méthodes utilisées sont les suivantes :
- Par microscopie à force atomique. Cette méthode permet d'observer la topographie, c'est-à-dire la surface, de l'échantillon analysé. Elle ne permet donc d'avoir une représentation des défauts ponctuels présent dans le cristal seulement s'ils sont sur la surface.
- Par diffractions des rayons X.
- Par MET. La Microscopie Électronique en Transmission permet de visualiser des défauts surfaciques et linéaires comme les dislocations.
- Par annihilation de positons [18]
- Par microscopie électronique en transmission à balayage (METB) couplée à la spectroscopie des pertes d'énergie .

### Articles Connexes
- Centre F
- Dopage (semi-conducteur)
- Cristallographie aux rayons X
- Dynamique des dislocations
- Défaut (matériau)